# Furci
Furci est une commune de la province de Chieti dans les Abruzzes.

## Administration
| Période                                  | Période  | Identité          | Étiquette | Qualité |
| ---------------------------------------- | -------- | ----------------- | --------- | ------- |
| 28 mai 2002                              | En cours | Angelo Argentieri |           |         |
| Les données manquantes sont à compléter. |          |                   |           |         |

### Hameaux
Morelle, Solagnoli, Morge 

### Communes limitrophes
Cupello, Fresagrandinaria, Gissi, Monteodorisio, Palmoli, San Buono

### Jumelages
- Bondy (France)

## Démographie
Habitants recensés